# Anolis barahonae
Espèce
Synonymes
- Anolis ricordii barahonae Williams, 1962
- Xiphosurus barahonae (Williams, 1962)
- Xiphosurus barahonae barahonae (Williams, 1962)
- Xiphosurus barahonae albocellatus (Schwartz, 1974)
- Xiphosurus barahonae ininquinatus (Cullom & Schwartz, 1980)
- Xiphosurus barahonae mulitus (Cullom & Schwartz, 1980)

Anolis barahonae est une espèce de sauriens de la famille des Dactyloidae. 

## Répartition
Cette espèce est endémique d'Hispaniola. Elle se rencontre dans le Sud-Est d'Haïti et dans le sud-ouest de la République dominicaine.

## Description
Les mâles mesurent jusqu'à 160 mm et les femelles jusqu'à 148 mm.

## Liste des sous-espèces
Selon The Reptile Database (13 janvier 2013) :
- Anolis barahonae albocellatus Schwartz, 1974
- Anolis barahonae barahonae Williams, 1962
- Anolis barahonae ininquinatus Cullom & Schwartz, 1980
- Anolis barahonae mulitus Cullom & Schwartz, 1980

## Publications originales
- Williams, 1962 : Notes on Hispaniolan herpetology 6. The giant anoles. Breviora, no 155, p. 1-15 (texte intégral).
- Schwartz, 1974 : An analysis of variation in the hispauiolan giant anole, Anolis ricordi Dumeril and Bibron. Bulletin of The Museum of Comparative Zoology, vol. 146, no 2, p. 89-146 (texte intégral).
- Cullom & Schwartz, 1980 : Variation in the Hispaniolan giant anole Anolis barahonae with the description of two new subspecies. Herpetologica, vol. 36, no 1, p. 93-98.